# José Costa Campos
Dom José Costa Campos (23 de agosto de 1918 - 10 de julho de 1997) foi o quarto bispo da Diocese de Valença e o segundo da Diocese de Divinópolis.

## Biografia
Nasceu em Três Pontas, Minas Gerais, filho de Maria Costa Campos e de Benjamim Ferreira Campos. Neto materno de Leocádia Cândida Becker e de José Gonçalves da Costa, natural de Vila Nova de Famalicão, Concelho de Braga, Portugal. Pelo lado paterno, eram seus avós Ana Ferreira Brandão e Jó da Silva Campos, major do 61º Batalhão da Guarda Nacional, sediada em Caldas, através de quem, José era descendente de Amador Bueno
Terminados os estudos primários no Colégio São Geraldo, de Três Pontas, foi matriculado no Seminário Nossa Senhora das Dores, da Diocese de Campanha, onde fez os estudo do Seminário Menor que o colocaram apto a ser, cinco anos depois, matriculado no Seminário Maior São José, da Arquidiocese de Mariana, onde cursou Filosofia e Teologia.
Depois de receber as Ordens Canônicas e, terminado o curso na idade de 22 anos, teve que esperar sete meses até que recebesse de Roma despacho favorável ao seu pedido de redução da idade canônica, para receber a sagrada ordem do Presbiterato, a qual lhe foi conferida pelo seu Bispo Diocesano, Dom Frei Inocêncio Engelke, OFM, no dia 29 de março de 1941, em Campanha.
Assumiu o seu primeiro cargo, o de professor no Seminário Menor e Dirigente da Juventude Masculina Católica. Depois foi nomeado pároco da Paróquia de Pouso Alto, onde permaneceu por três anos, foi transferido para a Paróquia de Itanhandu, onde foi pároco, professor e capelão do Hospital e do Colégio das Irmãs. Ali também construiu e sagrou a nova Igreja Matriz.
Em 9 de dezembro de 1960, foi elevado ao episcopado pelo Papa João XXIII, que o escolheu para substituir Dom Rodolfo das Mercês de Oliveira Pena à frente da Diocese de Valença, no Rio de Janeiro. Foi ordenado bispo em Itanhandu, no dia 24 de fevereiro de 1961, tendo como sagrante principal, Dom Armando Lombardi, núncio apostólico, com auxílio de Dom Othon Mota, bispo de Campanha, e de Dom José d'Ângelo Neto, bispo de Pouso Alegre.
Foi o renovador da diocese, com a criação das comunidades de base, com a implantação dos movimentos de renovação (Cursilho de Cristandade, TLC, MFC…), com a atualização do clero, com a renovação da catequese, com o incremento da Liturgia e com a aplicação das diretrizes do Concílio Vaticano II, do qual participou.
Sua atuação na área educacional fez com que se tornasse membro do Conselho Estadual do Rio de Janeiro, por dois mandatos.
Como membro da presidência da CNBB, durante anos, pela catequese, criou o ISPAC (Instituto de Pastoral e Catequese), órgão responsável pela renovação catequética do Brasil. Foi ele uns dos instaladores da Faculdade de Valença. Repetidas vezes, solidarizou-se com a classe operária e com os trabalhadores rurais. Todos se recordam de suas visitas constantes às paróquias. Com a eficiente colaboração das Irmãs Missionárias de Jesus Crucificado, implantou cursos de atualização catequética e formação do laicato. Foi ele, ainda, quem convocou as duas primeiras Assembleias Pastorais.
Depois de dezoito anos à frente da Diocese de Valença, Dom José Costa Campos foi transferido, em 26 de março de 1979, para a Diocese de Divinópolis para assumir em substituição a Dom Cristiano Portela de Araújo Pena, que renunciou ao cargo um ano antes por motivos de saúde. Tomou posse de sua nova diocese no dia 2 de maio seguinte.
Suas atividades na Diocese de Divinópolis foram intensas como: as sete Assembleias Diocesanas, que serviram para nortear a caminhada da diocese, através dos Planos de Pastoral, o incentivo à formação de novos setores de pastoral; criação da Escola Diocesana de Evangelização e Catequese; criação de duas novas paróquias; ordenação de treze novos padres; publicação de vários livretos para formação de leigos, bem como a publicação de boletins informativos e jornais; as construções dos prédios para o Seminário Menor em Divinópolis e Seminário Maior em Belo Horizonte, bem como a ampliação, a construção das lojas nas Ruas Pernambuco em Divinópolis (para obtenção de recursos para a formação de futuros padres); reforma no prédio das Obras Sociais e tantos outros trabalhos que realizou na Diocese.
Esteve à frente da Diocese de Divinópolis por quase dez anos, até que, em 27 de fevereiro de 1989, o Papa João Paulo II aceitou seu pedido de renúncia por atingir a idade recomendada para tal.
Faleceu aos 78 anos, no Hospital Bom Pastor, em Varginha, Minas Gerais, e seu corpo sepultado na Igreja de Nossa Senhora da Ajuda, em sua cidade natal.